# Antoine Jérôme Balard
Antoine Jérôme Balard (n. 30 septembrie 1802 , Montpellier, Prima Republică Franceză - d. 30 martie 1876, Paris, A Treia Republică Franceză) a fost un chimist francez, conferențiar la École normale supérieure, profesor la  Faculté des Sciences și Collège de France, membru al Academiei de Științe din Paris, cunoscut mai ales pentru descoperirea elementului chimic brom.